# Урсаево (Башкортостан)
Урса́ево (баш. Урсай) — деревня в Шаранском районе Республики Башкортостан Российской Федерации. Входит в состав Акбарисовского сельсовета. Основана в 1632 году, в 1950-х годах — село.

## География
Находится на правом берегу речки Шалтык, на автодороге 80Н-554 «Шаран — Акбарисово». Расстояние до:
- районного центра (Шаран): 8 км,
- центра сельсовета (Акбарисово): 8 км[5],
- ближайшей ж/д станции (Туймазы): 40 км.

### Климат
По комплексу природных условий деревня, как и весь район, относится к лесостепной зоне и характеризуется умеренно континентальным климатом со всеми его особенностями: неустойчивость и резкие перемены температуры, неравномерное выпадение осадков по годам и временам года. В деревне довольно суровая и снежная зима с незначительными оттепелями, поздняя прохладная и сравнительно сухая весна, короткое жаркое лето и влажная прохладная осень.
| Показатель                                               | Янв. | Фев. | Март | Апр. | Май | Июнь | Июль | Авг. | Сен. | Окт. | Нояб. | Дек. |
| -------------------------------------------------------- | ---- | ---- | ---- | ---- | --- | ---- | ---- | ---- | ---- | ---- | ----- | ---- |
| Средний суточный максимум, °C                            | −7   | −6   | −1   | 9    | 18  | 23   | 25   | 23   | 17   | 9    | −1    | −6   |
| Средний суточный минимум, °C                             | −15  | −15  | −8   | 0    | 7   | 11   | 13   | 12   | 7    | 2    | −6    | −13  |
| Норма осадков, мм                                        | 27   | 24   | 26   | 33   | 49  | 60   | 53   | 51   | 46   | 49   | 35    | 33   |
| Источник: Климат Урсаево. Дата обращения: 27 марта 2022. |      |      |      |      |     |      |      |      |      |      |       |      |

## История
Деревня Урсаево основана марийцами по договору 1 июля 1632 года о припуске между ними и башкирами деревни Каръявдино Кыр-Еланской волости Казанской дороги, названа по имени первопоселенца. Марийцы были в сословии тептярей.
По IV ревизии тептяри деревни находились в командах старшин Читлека Мещерова и Кунаккула Адзитерова.
По VIII ревизии 1834 года — деревня Урсаева 4-го тептярского стана Белебеевского уезда Оренбургской губернии. Тептяри владели землёй совместно с башкирами-вотчинниками.
В конце 1865 года — деревня 3-го стана Белебеевского уезда Уфимской губернии, при речке Шалтыке. Имелись 2 водяные мельницы.
В 1893 году была открыта школа. В 1895 году — деревня Урсаева Кичкиняшевской волости V стана Белебеевского уезда. Рядом находилась мельница, при которой проживал 1 мужчина. По описанию, данному в «Оценочно-статистических материалах», деревня находилась по склону к реке Шалтык, пригодной для мельниц. Надел находился в одном месте, селение — на юго-востоке надела. В последнее время часть леса была расчищена. Поля были по склону на юго-восток возле селения. Почва — чернозём. В полях было около 5 оврагов, кустарник — в двух участках. Жители возили хлеб в Дюртюли, получая по 70—80 копеек с воза в 18 пудов.
В 1905 году в деревне имелись мельница и обдирка.
По данным подворной переписи, проведённой в уезде в 1912—13 годах, деревня Урсаева входила в состав Биктышевского сельского общества Кичкиняшевской волости. Была школа. 8 хозяйств из 47 не имели надельной земли. Количество надельной земли составляло 368 казённых десятин (из неё 38,3 сдано в аренду), в том числе 325 десятин пашни и залежи, 20 десятин усадебной земли и 23 — неудобной земли. Также 106,36 десятин земли было арендовано. Посевная площадь составляла 182,32 десятины, из неё 87,25 десятин занимала рожь, 32,48 — овёс, 19,61 — пшеница, 15,17 — просо, 14,58 — горох, 13,23 — греча. Из скота имелась 108 лошадей, 75 голов крупного рогатого скота, 249 овец и 79 коз, также 5 хозяйств держали 51 улей пчёл. 3 человека занимались промыслами.
В 1923 году произошло укрупнение волостей, и деревня вошла в состав Шаранской волости Белебеевского кантона Башкирской АССР. В 1920 году открылась изба-читальня, а в 1924 году — начальная школа. В 1928—1929 годах организован пункт ликбеза. Тогда же возник первый колхоз «У Илыш», в 1930 году вошедший в состав колхоза «10 лет Башкирии», а в следующем году — в состав колхоза «Ленин корно». В 1924 году образован Урсаевский сельсовет, переведённый в 1926 году в деревню Чупаево, а в 1929 году — в деревню Мещерево, но сохранивший название.
В 1930 году в республике было упразднено кантонное деление, образованы районы. Деревня вошла в состав Туймазинского района, а в 1935 году — в состав вновь образованного Шаранского района. В 1939 году — деревня Урсаево Урсаевского сельсовета Шаранского района.
В 1952 и 1959 годах зафиксирована как село Урсаево того же сельсовета, затем — вновь деревня. С 1960 года деревня входила в состав совхоза «Мичуринский», а с 1972 года — вновь образованного совхоза «Акбарисовский».
В начале 1963 года в результате реформы административно-территориального деления деревня была включена в состав Туймазинского сельского района, с марта 1964 года — в составе Бакалинского, с 30 декабря 1966 года — вновь в Шаранском районе.
В 1999 году деревня по-прежнему входила в состав совхоза «Акбарисовский».
В 2009 году Урсаевский сельсовет вместе с деревней Урсаево вошёл в состав Акбарисовского.
По состоянию на 2015 год в личных подсобных хозяйствах деревни имелось 56 голов крупного рогатого скота (в том числе 17 коров), 10 свиней, 45 овец и коз и 570 голов птицы.

## Население
В 2015 году население деревни по данным регистрации составляло 127 человек в 29 семьях, из них 17 детей до 7 лет, 20 детей от 7 до 16 лет, 40 мужчин и 31 женщина трудоспособного возраста и 7 мужчин и 12 женщин старше трудоспособного возраста.
| Год                  | Жителей | Мужчин | Женщин | Дворов | Преобладающие национальности |
| -------------------- | ------- | ------ | ------ | ------ | ---------------------------- |
| 1762 (III ревизия)   | ?       | 69     | ?      | ?      | ?                            |
| 1782 (IV ревизия)    | ?       | 24     | ?      | ?      | тептяри                      |
| 1795 (V ревизия)     | 86      | 56     | 30     | 18     | ?                            |
| 1816 (VII ревизия)   | ?       | 21     | ?      | ?      | ?                            |
| 1834 (VIII ревизия)  | ?       | 29     | ?      | ?      | тептяри                      |
| 1859 (X ревизия)     | 75      | 45     | 30     | 13     | припущенники                 |
| 1865                 | 74      | 44     | 30     | 13     | все черемисы                 |
| 1895                 | 166     | 85     | 81     | 30     | ?                            |
| 1902                 | ?       | 99     | ?      | 33     | припущенники военного звания |
| 1905                 | 214     | 106    | 108    | 35     | ?                            |
| 1912                 | 269     | 134    | 135    | 47     | припущенники из черемисов    |
| 1917                 | 316     | ?      | ?      | 53     | все мари                     |
| 1920 (офиц. данные)  | 288     | 130    | 158    | 53     | ?                            |
| 1920 (подв. подсчёт) | 311     | ?      | ?      | 53     | все мари                     |
| 1925                 | ?       | ?      | ?      | 47     | ?                            |
| 1939                 | 244     | 104    | 140    | ?      | ?                            |
| 1959                 | 183     | 71     | 112    | ?      | марийцы                      |
| 1970                 | 213     | 81     | 132    | ?      | марийцы                      |
| 1979                 | 129     | 50     | 79     | ?      | марийцы                      |
| 1989                 | 99      | 44     | 55     | ?      | марийцы                      |
| 2002                 | 99      | 49     | 50     | ?      | марийцы (98 %)               |
| 2010                 | 106     | 53     | 53     | ?      | ?                            |

## Инфраструктура
До недавнего времени действовали сельский клуб и начальная школа (ныне закрыты, в здании школы располагается фельдшерско-акушерский пункт), а также магазин ПО «Шаран» (ныне не действует). Деревня электрифицирована и газифицирована, водопровод отсутствует. В деревне одна улица — Шоссейная, вымощенная щебнем и являющаяся частью автодороги 80Н-554, протяжённость улично-дорожной сети составляет 1,121 км. Все дома деревянные. Деревню обслуживает Шаранская центральная районная больница; фельдшерско-акушерский пункт находится в самой деревне, почтовое отделение — в селе Акбарисово, а основная школа — в деревне Мещерево.